# Karapınar
Karapınar là một huyện thuộc tỉnh Konya, Thổ Nhĩ Kỳ. Huyện có diện tích 2116 km² và dân số thời điểm năm 2007 là 48821 người, mật độ 23 người/km².